# Yazz
Yasmin Evans, nascida em 19 de Maio de 1960 em Shepherd's Bush, Londres) é uma cantora britânica. A sua música de maior sucesso é "The Only Way is Up" .
O seu primeiro sucesso comercial aconteceu no início de 1988 quando participou em "Doctorin' the House" dos Coldcut. O single é creditado a Coldcut featuring Yazz & The Plastic Population e atingiu o nº 6 das tabelas britânicas de singles.
Logo a seguir lançou uma carreira a solo bem sucedida na gravadora Big Life, um selo formado pelo seu futuro marido Jazz Summers e que teve muito sucesso na época. No verão de 1988 lança o seu primeiro single, "The Only Way is Up", que atingiu o nº 1 no Reino Unido. O segundo single do álbum "Wanted" é "Stand Up For Your Love Rights" que atingiu o nº 2 nas tabelas do Reino Unido.
Ela continuou a obter sucessos em 1989 como "Fine Time" e "Where Has All The Love Gone". É editado um disco de remisturas do álbum "Wanted".
Lança o single "Treat Me Good " em 1990 e em 1993 colabora com os Aswad numa versão de "How Long" do grupo Ace de Paul Carrack.
Continuou lançando singles durante a anos 1990, incluindo uma versão de "Never Can Say Goodbye" dos Jackson 5. Em 1997 gravou o álbum "The Natural Life".
Em 2001 é lançada a compilação "At Her Very Best".
Em 2008 lançou o álbum "Running Back to You". Seguiu-se o álbum "This Is Love" em 2011.

## Discografia

### Álbuns
- Wanted (1988)
- Wanted: The Remixes (1989)
- One On One (1994)
- The Natural Life (1997)
- Where Your Road Leads (1998)
- At Her Very Best (2001)
- Running Back to You (2008)
- This Is Love (2011)

### Singles
- "Doctorin' the House" (com os Coldcut) (1988) (#6 UK)
- "The Only Way Is Up" (1988) (#1 UK)
- "Stand Up For Your Love Rights" (1988) (#2 UK)
- "Fine Time" (1989) (#9 UK)
- "Where Has All The Love Gone" (1989) (#16 UK)
- "Yazz Megamix" (1990)
- "Treat Me Good" (1990) (#20 UK)
- "One True Woman" (1992) (#60 UK)
- "How Long" (com os Aswad) (1993) (#31 UK)
- "Have Mercy" (1994) (#42 UK)
- "Everybody's Got To Learn Sometime" (1994) (#56 UK)
- "Good Thing Going" (1996) (#53 UK)
- "Never Can Say Goodbye" (1997) (#61 UK)
- "Abandon Me" (1998)